# Le Mauvais Garçon (film, 1923)
Pour plus de détails, voir Fiche technique et Distribution.
Le Mauvais Garçon est un film français muet réalisé par Henri Diamant-Berger, sorti en 1923.

## Fiche technique
- Titre original : Le Mauvais Garçon
- Réalisation : Henri Diamant-Berger
- Scénario : Henri Diamant-Berger, d'après une œuvre de Jacques Deval
- Société de production : Films Diamant-Berger
- Société de distribution : Pathé Consortium Cinéma
- Pays de production :  France
- Format : Noir et blanc - 35 mm - 1,33:1 - Mono – Film muet
- Date de sortie : 
  - France : 9 février 1923

## Distribution
- Maurice Chevalier : le mauvais garçon
- Marguerite Moreno : la mère
- Pierre de Guingand : le frère
- Denise Legeay : la jeune fille
- Jean Joffre : le futur beau-père
- Édouard de Max : Néron
- Nina Myral : la bonne
- Louis Pré Fils : le fiancé
- Jasmine : la danseuse
- Charles Martinelli : le père
- Albert Préjean
- Marguerite Guéreau
- Antoine Stacquet